# Chiesa di San Biagio (Ravenna)
La chiesa di San Biagio è un luogo di culto cattolico della città di Ravenna, in Emilia-Romagna, sede dell'omonima parrocchia appartenente all'arcidiocesi di Ravenna-Cervia.
La chiesa, con l'annesso complesso parrocchiale, sorge al di fuori delle mura cittadine, all'interno dell'area anticamente denominata Tauresio e, successivamente, Borgo Adriano, dal nome della porta che si trova nei pressi dell'edificio.

## Storia
Già nel 1120, esisteva un luogo di culto dedicato a san Biagio di Sebaste, sul quale insisteva una delle più antiche parrocchie ravennati; questo era situato in località Torrazze, più a sud rispetto alla collocazione della chiesa attuale e non lontana dal Borgo Adriano. Per agevolare la partecipazione della popolazione del borgo, l'arcivescovo di Ravenna Cristoforo Boncompagni ordinò nel 1571 la demolizione dell'edificio e la costruzione di una nuova chiesa nel centro del quartiere; sede di parrocchia dal 1591, venne terminata soltanto nel 1604, anno in cui venne consacrata.
La chiesa venne chiusa al culto il 24 marzo 1835 poiché fatiscente e successivamente venne demolita. Il 1º agosto 1838 cominciarono i lavori per la costruzione di una nuova sulle fondamenta di quella seicentesca; essi furono possibili anche grazie alle ingenti donazioni del conte Gabriele Rasponi Gonfalonieri di Ravenna e di altri magistrati, che con questo gesto vollero congratularsi con l'arcivescovo Chiarissimo Falconieri Mellini per la sua elevazione alla dignità cardinalizia da papa Gregorio XVI nel 1838. La chiesa, completa nella struttura ma priva di apparato decorativo, venne consacrata il 27 settembre 1840.
Durante la seconda guerra mondiale, una bomba danneggiò il campanile, che perse l'orologio; in occasione dei lavori di restauro, venne modificata la facciata, con l'apertura di un rosone circolare neoromanico in luogo dell'originaria finestra a lunetta. Nel 1974 venne realizzato il nuovo presbiterio, con arredi in conglomerato cementizio in stile moderno, mentre nel 1976 venne costruito l'organo a canne, successivamente ampliato.

## Descrizione

### Arte e architettura

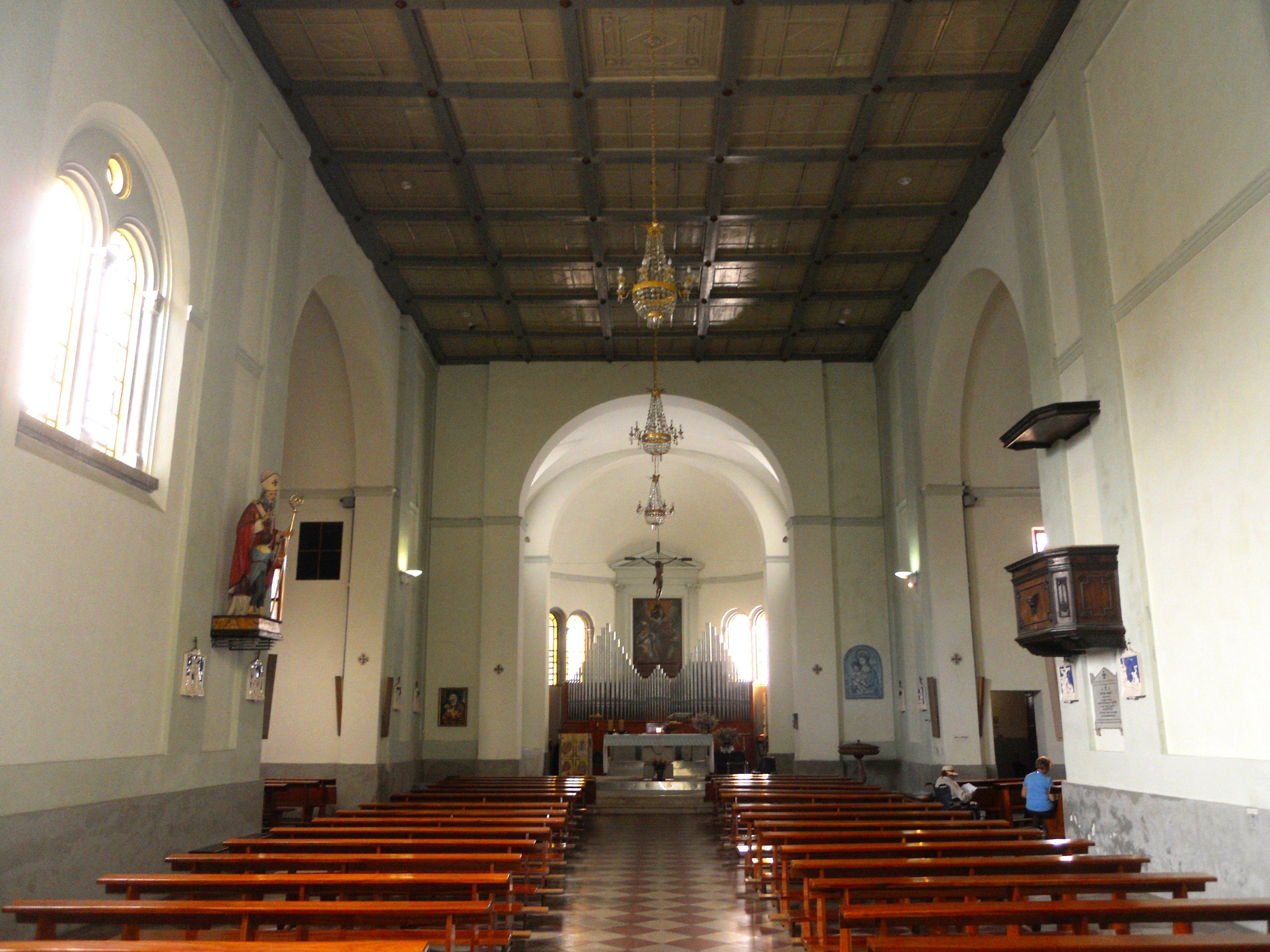
Interno

Esternamente, la chiesa è rimasta ad uno stato grezzo, con paramento murario in mattoncini a vista, senza alcun elemento decorativo. La facciata è a capanna e presenta, al centro, il semplice portale rettangolare, sormontato da un rosone circolare in stile neoromanico, risalente ai restauri post-bellici; sull'angolo destro del frontespizio, si eleva il piccolo campanile a torre, a pianta quadrata, la cui cella campanaria si apre sull'esterno con una monofora ogivale su ciascun lato della torre. Originariamente, vi era anche un orologio, distrutto durante i bombardamenti della seconda guerra mondiale.
L'interno della chiesa è a pianta a croce latina; l'aula è costituita da un'unica navata coperta con un semplice soffitto a cassettoni ligneo e illuminata da due ampie bifore che si aprono nella parete di sinistra. Nei pressi del transetto, vi sono a destra il pulpito in legno scolpito, a sinistra, poggiante su una mensola, la statua policroma di San Biagio.

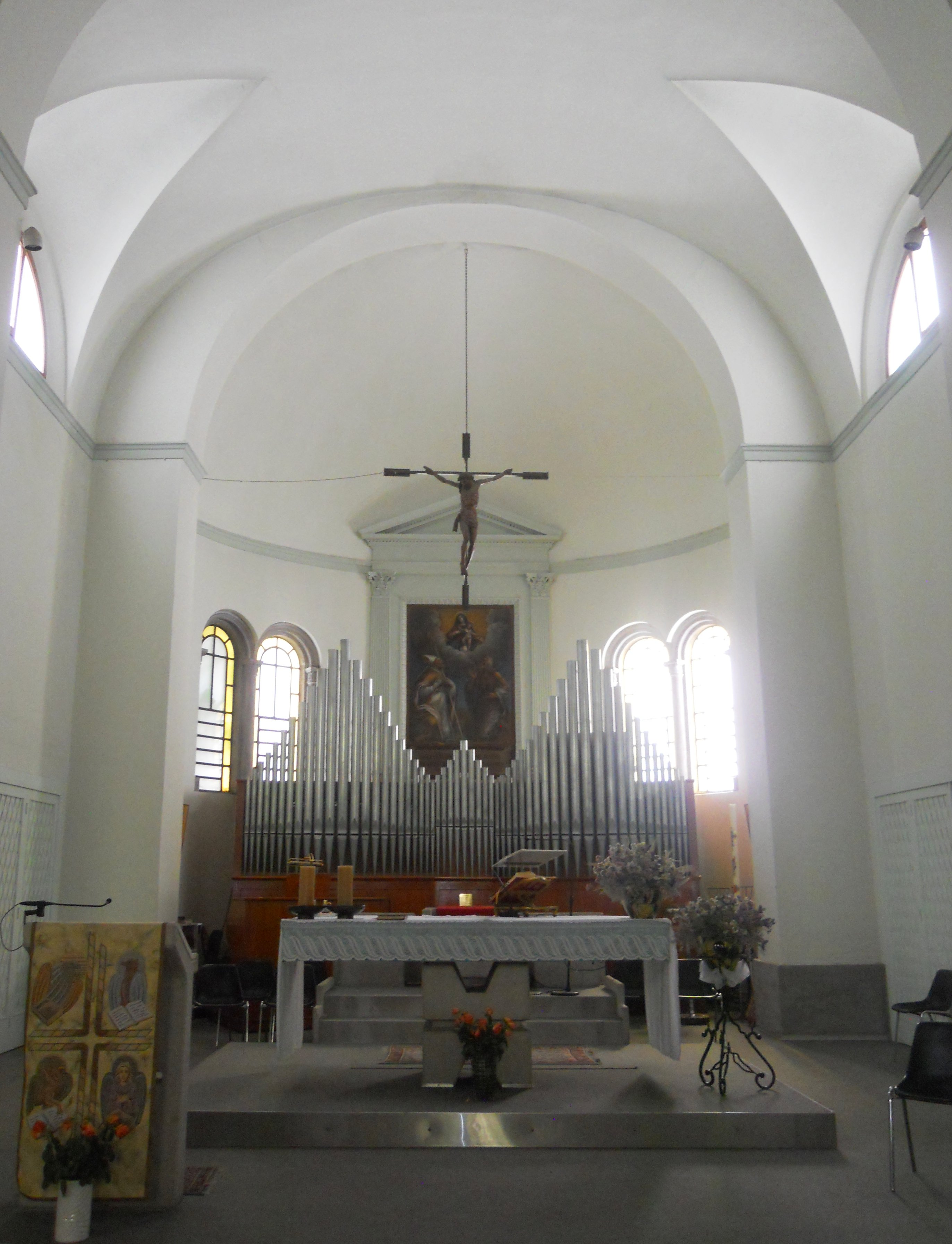
L'abside e il presbiterio

Il transetto è costituito da due cappelle contrapposte, ciascuna delle quali si apre nel tratto terminale della navata con un ampio arco a tutto sesto; la struttura, uguale per entrambi, è costituita da un ambiente a pianta rettangolare coperto con volta a botte e terminante con un'abside semicircolare. Nel transetto di sinistra, adibito a custodia del Santissimo Sacramento, vi è il tabernacolo, poggiante su un piccolo altare in conglomerato cementizio e acciaio, alle cui spalle si apre una nicchia contenente un antico Crocifisso ligneo scolpito; il manufatto venne rinvenuto nel settembre 1692 sulla riva del mare da un pescatore del borgo, e successivamente, accertata la veridicità del racconto del ritrovamento, portato nella chiesa di San Biagio. Nel transetto di destra, invece, vi è la statua policroma della Beata Vergine del Soccorso, rifacimento di una più antica del XIX secolo, il cui culto è presente nella chiesa almeno fin dal 1600, anno in cui venne fondata la Pia Unione di devoti.
Nella parete di fondo della navata, si apre un grande arco a tutto sesto che dà sul presbiterio, rialzato di alcuni gradini rispetto al resto della chiesa; quest'ultimo trova luogo all'interno di un ambiente a pianta rettangolare coperto con volta a botte lunettata e terminante con un'abside semicircolare, quest'ultima illuminata da due monofore poste ai lati dell'ancona dell'antico altare maggiore. Gli arredi liturgici, in stile moderno, vennero realizzati nel 1974 in conglomerato cementizio.

### Organo a canne

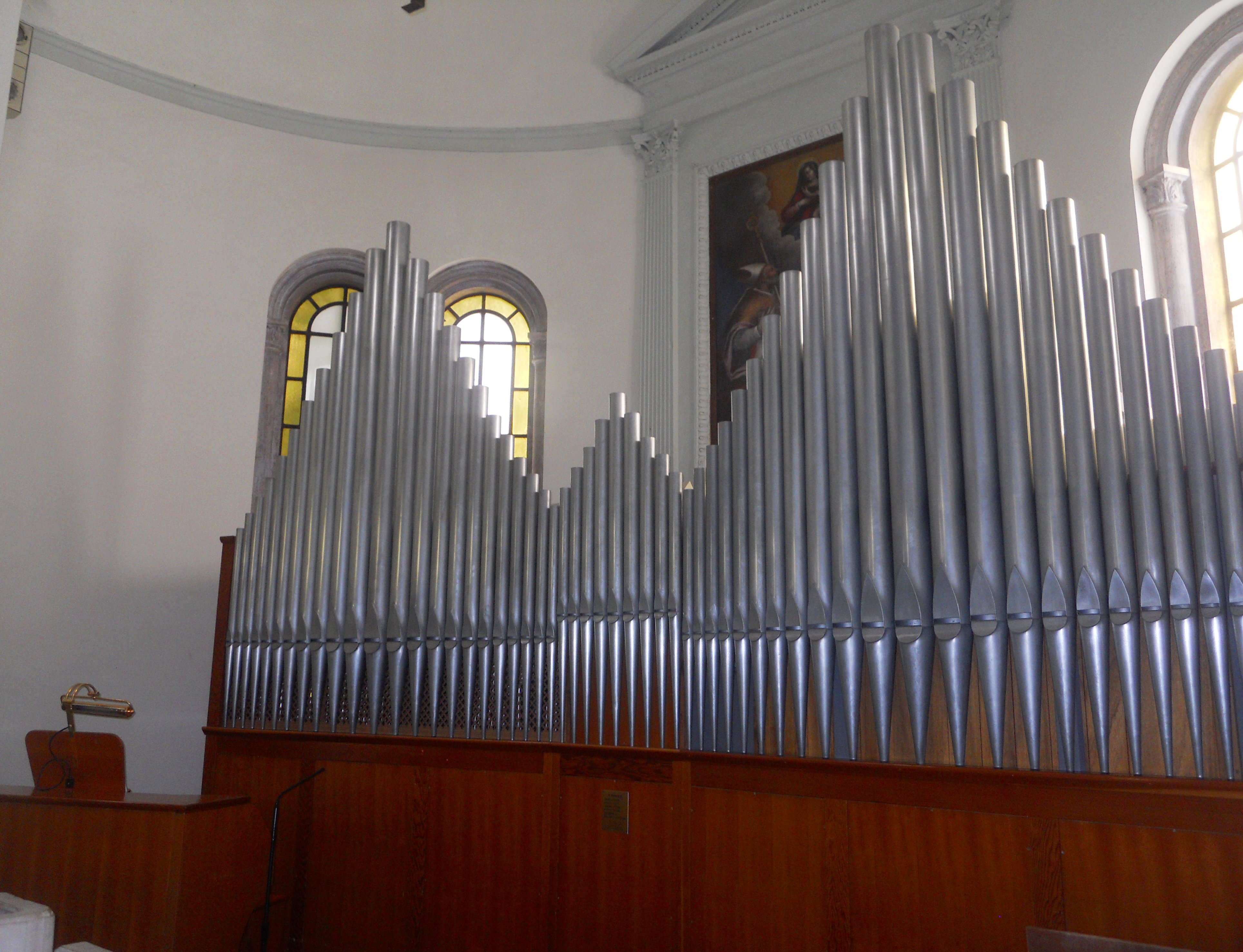
Organo a canne

Nell'abside trova luogo l'organo a canne Gianni Ferraresi opus X. Esso venne costruito nel 1977 e si componeva di 20 registri posti su somiere meccanico, comandati tramite trasmissione elettrica da una consolle a due tastiere e pedaliera; nel 1988, la ditta organaria albignaseghese Michelotto ampliò lo strumento portandolo alle dimensioni attuali e rifacendo l'interno della consolle.
L'organo è a trasmissione integralmente elettrica e si compone di un unico corpo posto a pavimento al centro dell'abside; la mostra è formata da tre cuspidi di canne di principale dell'ordine di 8', con bocche a mitria allineate orizzontalmente: le due laterali, più ampie, sono formate da 23 canne ciascuna, quella centrale da 9. La consolle è situata nei pressi del corpo d'organo ed è mobile indipendente; essa dispone di due tastiere di 61 note ciascuna ed una pedaliera concavo-radiale di 32, con i registri, le unioni, gli accoppiamenti e gli annullatori azionati da placchette a bilico con nomi incisi.